# Раудонский замок
Раудонский замок (исторические названия — «Красный замок», «замок Раудан») — главная достопримечательность литовского города Раудоне.
Средневековый орденский замок Байербург, некогда стоявший на этом месте, является местом действия восточнопрусской легенды, известной как Die weiße Jungfrau der Bayerburg («Белая дама Байербурга»).
В конце XVI века польский король Сигизмунд II Август передал развалины замка немецкому рыцарю Иеронимусу Криспин-Киршенштайну, который выстроил здесь новый замок. Его жемчужиной была 34-метровая круглая башня.
В XVIII веке владельцы поместья Рудоне семья Olędzki (Olendzki) h. Rawicz (члены шляхты, сейма и сената) наняли литовского архитектора Лауринаса Гуцявичуса для строительства на месте старого замка новой резиденции в стилистике классицизма.
В 1810 г. имение приобрёл светлейший князь Платон Александрович Зубов. В 1840-е гг. его внебрачная дочь Софья Кайсарова наняла архитектора Чезаре Аникини (Cezaris Anikinis), чтобы перестроить замок в духе неоготики. Последними частными владельцами усадьбы были внучка Софьи Кайсаровой — София Ваксель (дочь писателя Льва Николаевича Вакселя) и её португальский муж с о. Мадейра, Жозе Карлуш де Фария и Каштру.